# The Fortunate Pilgrim
The Fortunate Pilgrim (em português: O Imigrante Feliz ou Mamma Lucia) é um romance de 1965 de Mario Puzo. Trata da família Angeluzzi-Corbos, uma família de imigrantes vivendo uma vida adaptada na cidade de Nova Iorque. O chefe da família é Lucia Santa, esposa, viúva e mãe de duas famílias. E é sua perseverança formidável de passá-los através da Grande Depressão até os anos iniciais da Segunda Guerra Mundial. Mas ela não pode evitar o conflito entre os valores italianos e os valores americanos, e a violência e o derramamento de sangue que certamente o seguirão.
The Fortunate Pilgrim é o real local de nascimento do padrinho de The Godfather. Como Puzo diz, a heroína do livro, Lucia Santa, é baseada em sua própria mãe: "Qualquer hora que o Padrinho abria a boca para falar, na minha cabeça eu ouvia a voz de minha mãe. Eu ouvia sua sabedoria, sua crueldade, e seu inconquistável amor por sua família e pela própria vida. … A coragem e a lealdade do Don vieram dela; sua humanidade veio dela…e mais, agora eu sei, sem Lucia Santa, eu não poderia ter escrito The Godfather."
Até o dia de sua morte, Mario Puzo considerou The Fortunate Pilgrim como o mais refinado, mais poético e mais literato trabalho. Em uma de suas últimas entrevistas ele afirmou que estava triste pelo fato de The Godfather, uma ficção que não viveu, ter ofuscado o romance sobre sua mãe e sua luta como honesta imigrante por respeito na América e sua coragem e amor aos filhos, como retratado em The Fortunate Pilgrim, de 1965.
The Fortunate Pilgrim não deu louros em vida a Puzo, isto aconteceu somente quando ele optou pelo modo de Hollywood de se vender para a América, com o estereótipo de imigrantes italianos como gângsters, que fez com que a fama de Puzo subisse muito como escritor.